# Gegant de Sales de Llierca
El Gegant de Sales de Llierca és en Perot, que representa un marxant de bestiar. Havia format part de diversos grups d'animació i circ fins que el 1996 fou cedit a Sales, que no en tenia. Des d'aleshores s'ha incorporat a la Festa Major i a les celebracions de la població.

## Història
Una vintena d'anys enrere, en Perot era el gegant de diversos grups d'animació. Va ser creat pel grup d'animació terrassenc Tren d'Olot, concretament per les escultores Rosa Riera i Anna Alavedra. Va ser, doncs, el gegant d'aquest grup i va participar en nombroses cercaviles i festes. Representava un maquinista de tren i ja fou batejat des del començament amb el nom de Perot.
En dissoldre's el Tren d'Olot l'any 1977, en Perot fou cedit al grup d'animació olotí La Pebra, on continuà la mateixa tasca: animar cercaviles i festes arreu de Catalunya. Més tard, l'any 1991, també amb la dissolució de La Pebra, aquest el cedí al grup de circ Cirquet Confetti, que era compost per gent d'Olot i antics membres del Tren d'Olot. En aquest grup l'activitat d'en Perot era molt escassa, ja que no era un grup de cercaviles i animació, sinó de circ, i el paper del gegant ja no hi encaixava tant.
Finalment, l'any 1996, i després que el grup Cirquet Confetti s'instal·lés a Sales de Llierca, el donà al poble, i amb la col·laboració d'alguns veïns i de l'Ajuntament se li feren importants modificacions. Es construí un cavallet de gegant convencional, ja que fins aleshores havia estat un gegant de motxilla, se li van fer les mans i el vestit nou i se li va repintar la cara per donar-li un nou caràcter: el de marxant de bestiar.
I en aquest mateix any, per la Festa Major de Sales de Llierca, per sant Martí, fou nomenat oficialment i públicament Gegant de Sales. També fou creada per a l'ocasió una cançó amb lletra i música del veí de Sales Miquel Ollé.
Ara, a més a més de sortir per les festes del poble, sant Martí i sant Jordi, va a visitar altres pobles quan el conviden a la festa.